# Llei de seguretat nacional de Hong Kong
La llei de seguretat nacional de Hong Kong, oficialment «Llei de la República Popular de la Xina per a Salvaguardar la Seguretat Nacional a la Regió Administrativa Especial de Hong Kong», és una polèmica legislació sobre seguretat ciutadana que va promulgar l'Assemblea Popular Nacional de la Xina per a Hong Kong el 30 de juny de 2020. Aquesta llei prohibeix els actes contra el govern xinès, que seran processats per la justícia xinesa, i estableix penes d'entre tres anys i cadena perpètua.
Les veus crítiques a aquesta norma consideren que suposa una pèrdua de drets com la llibertat d'expressió, la fi de la independència del poder judicial hongkonguès i una invasió de les competències que Llei Bàsica de Hong Kong atribueix a aquest territori.

## Antecedents
L'Article 23 de la Llei Bàsica de Hong Kong indica que la Regió Administrativa Especial de Hong Kong legislarà per si mateixa per a la seguretat de la regió i evitarà que els cossos polítics de fora de Hong Kong hi realitzin activitats polítiques o interfereixin amb la independència del territori.
| « | (anglès) The Hong Kong Special Administrative Region shall enact laws on its own to prohibit any act of treason, secession, sedition, subversion against the Central People’s Government, or theft of state secrets, to prohibit foreign political organizations or bodies from conducting political activities in the Region, and to prohibit political organizations or bodies of the Region from establishing ties with foreign political organizations or bodies. | (català) La Regió Administrativa Especial de Hong Kong promulgarà lleis per si mateixa per a prohibir qualsevol acte de traïció, secessió, sedició, subverció contra el Govern Popular Central o robatori de secrets d'Estat, per a prohibir que organitzacions o organismes polítics realitzin activitats polítiques a la Regió, i prohibir que aquestes organitzacions o organismes polítics de la Regió estableixin vincles amb organitzacions i organismes estrangers. | » |
| — Article 23 de la Llei Bàsica de Hong Kong, Regió Administrativa Especial de la República Popular de la Xina | | |   |

La llei de seguretat nacional es relaciona amb tres ordenances que conformen la llei penal de Hong Kong: l'Ordenança sobre secrets oficials, l'Ordenança sobre delictes i l'Ordenança sobre societats. L'Ordenança sobre societats, conté elements de seguretat, ja que pretén evitar la creació de societats secretes criminals i tríades. L'any 1949, amb l'arribada d'immigrants xinesos es va reintroduir i es va modificar per posar-hi i mencionar-hi específicament "organitzacions polítiques estrangeres". L'Ordenança sobre delictes conté el comandament de la dissidència dins de la regió; estableix un marc legal que permet que les persones puguin ser empresonades simplement per manipular material considerat contrari al govern, sense necessitat d'evidència. És vigent des de 1971 i mai se n'ha realitzat cap esmena.
La Declaració de Drets de Hong Kong garanteix la llibertat d'expressió, però l'advocat Wilson Leung ha declarat que la Xina podria trobar la manera d'anul·lar-ho en qualsevol legislació introduïda. Leung cita el fet que una llei imposada per la Xina es considera una llei nacional, tot i que la Declaració de Hong Kong afirma que és local i que Pequín l'hauria subordinat, i que el Comitè Permanent de l'Assemblea Popular Nacional de la Xina n'és la màxima autoritat.
La legislació de seguretat nacional a la Xina continental és vista de forma controvertida per la gent de fora del territori. La Llei de Seguretat Nacional es va implementar per primera vegada l'any 1993 i es va tornar més restrictiva amb l'arribada al poder de Xi Jinping.

## Intents previs de legislar
L'any 2003, Hong Kong va intentar legislar i implementar l'article 23 de la Llei Bàsica de Hong Kong, però no va tenir èxit a causa de les manifestacions massives. Abans d'això, quan Hong Kong era sota sobirania britànica, el govern colonial local ja havia intentat una legislació de seguretat, però va ser bloquejada per la Xina. Ambdós intents de legislació van realitzar-se durant els brots de coronavirus originats a la Xina, el SARS i la COVID-19; els dos vant tenir un efecte negatiu en la resposta a les propostes, perquè la quantitat d'assistents a les manifestacions va disminuir.

## Participació del govern xinès
L'any 2019, el govern de Hong Kong va presentar un projecte de llei per permetre l'extradició a la Xina continental, que va provocar protestes de signe contrari. El projecte de llei fou finalment retirat per la pressió ciutadana i la victòria electoral dels partits pro-democràcia en les eleccions locals. El South China Morning Post informà que el govern central de la República Popular de la Xina opinava que, com a conseqüència de les protestes, el clima polític a Hong Kong impediria l'aprovació d'un projecte de llei en virtut de l'Article 23, mentre que la presidenta executiva, Carrie Lam afegí que les protestes van fer la llei molt més necessària que abans, i que la Xina va haver de recórrer a la promulgació de mesures de seguretat a través del Congrés Nacional del Poble (APN).
El maig de 2020, el govern de la República Popular anuncià plans per a la redacció d'una llei de seguretat nacional per a Hong Kong. El 18 de juny de 2020, el govern xinès presentà un esborrany a l'APN, amb l'objectiu que la sessió durés tres dies. Aquest és un procés més ràpid que les proposicions de llei habituals, que normalment passen per tres rondes d'aprovació diferents. El Comitè Permanent de l'Assemblea Popular Nacional va aprovar-la per unanimitat el 30 de juny de 2020, tot i que alguns juristes afirmen que és anticonstitucional.

## Respostes
Com a resposta, el Regne Unit anuncià que si aquesta llei s'arribés a aprovar obriria una ruta per a que tots els residents a Hong Kong nascuts durant l'ocupació colonial poguessin obtenir la nacionalitat britànica.
El 28 de febrer de 2021, la policia de Hong Kong deté quaranta-set líders del moviment democràtic de Hong Kong en virtut de la llei de seguretat nacional. Juntament amb la detenció d'altres cinquanta líders el mes passat, gairebé no queda cap figura opositora rellevant a Hong Kong.